# Timenor

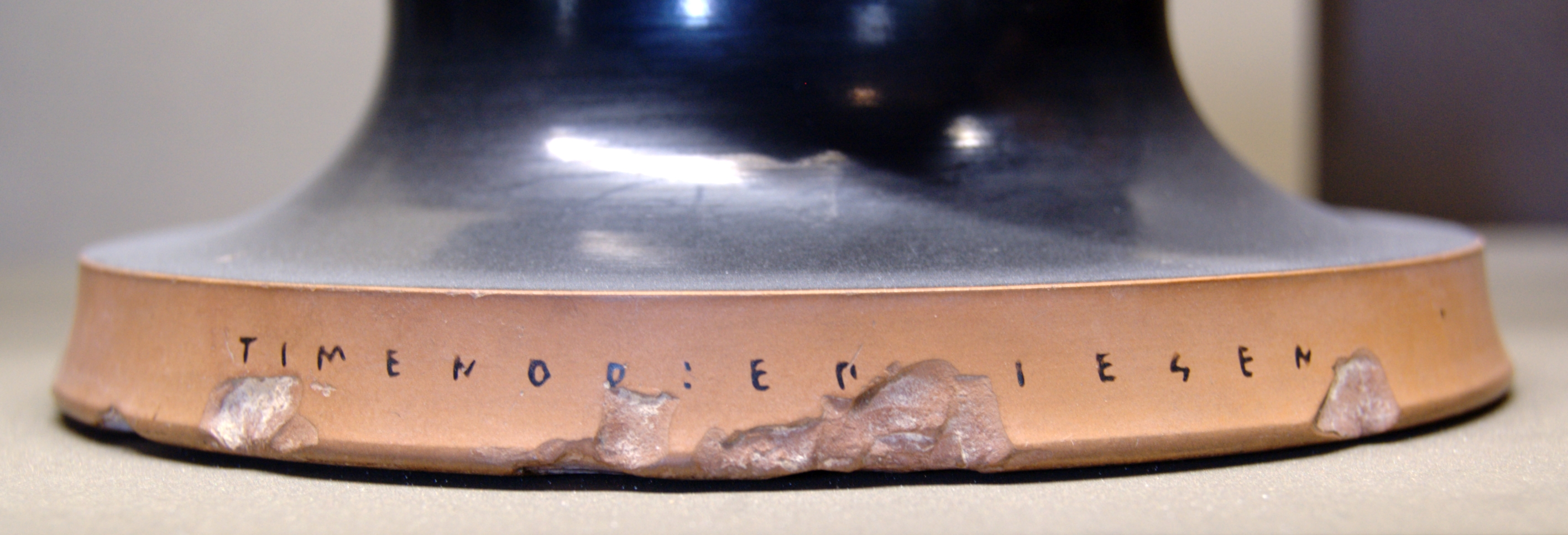
Schalenfuß mit Signatur, um 520 v. Chr.

Timenor (altgriechisch: Τιμένωρ) war ein attischer Töpfer, tätig im letzten Viertel des 6. Jahrhunderts v. Chr.
Timenor ist nur durch eine Signatur bekannt, die sich auf einer fragmentiert erhaltenen Schale des schwarzfigurigen Stils befindet. Die Signatur ΤΙΜΕΝΟΡ ΕΠ[Ο]ΙΕΣΕΝ (Timenor ep[o]iesen „Timenor machte es (stellte es her)“) findet sich am tongrundigen Schalenfuß. Das Innere der Schale zeigt ein Gorgoneion.